# Johannes Hellgren
Johannes Johannesson Hellgren (i riksdagen kallad Hellgren i Sundsvall), född 19 mars 1853 i Mo, Dalsland, död 26 oktober 1920 i Sundsvall, var en svensk bokhandlare, predikant och riksdagsledamot (liberal).
Johannes Hellgren, som kom från en torparfamilj, var predikant och församlingsföreståndare i Sundsvall för Svenska missionsförbundet 1880–1888 och drev därefter en missionsbokhandel i staden 1889–1917. Han hade också nationella uppdrag inom missionsförbundet och var därtill ledamot i stadsfullmäktige 1901–1920.
Han var riksdagsledamot i andra kammaren 1906–1909 för Sundsvalls valkrets. I riksdagen tillhörde han frisinnade landsföreningens riksdagsgrupp liberala samlingspartiet. Han var bland annat ledamot i 1906–1909 års tillfälliga utskott.